# Etui

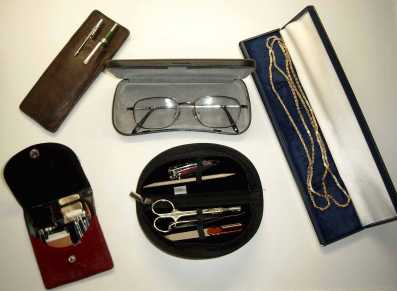
Różne rodzaje etui

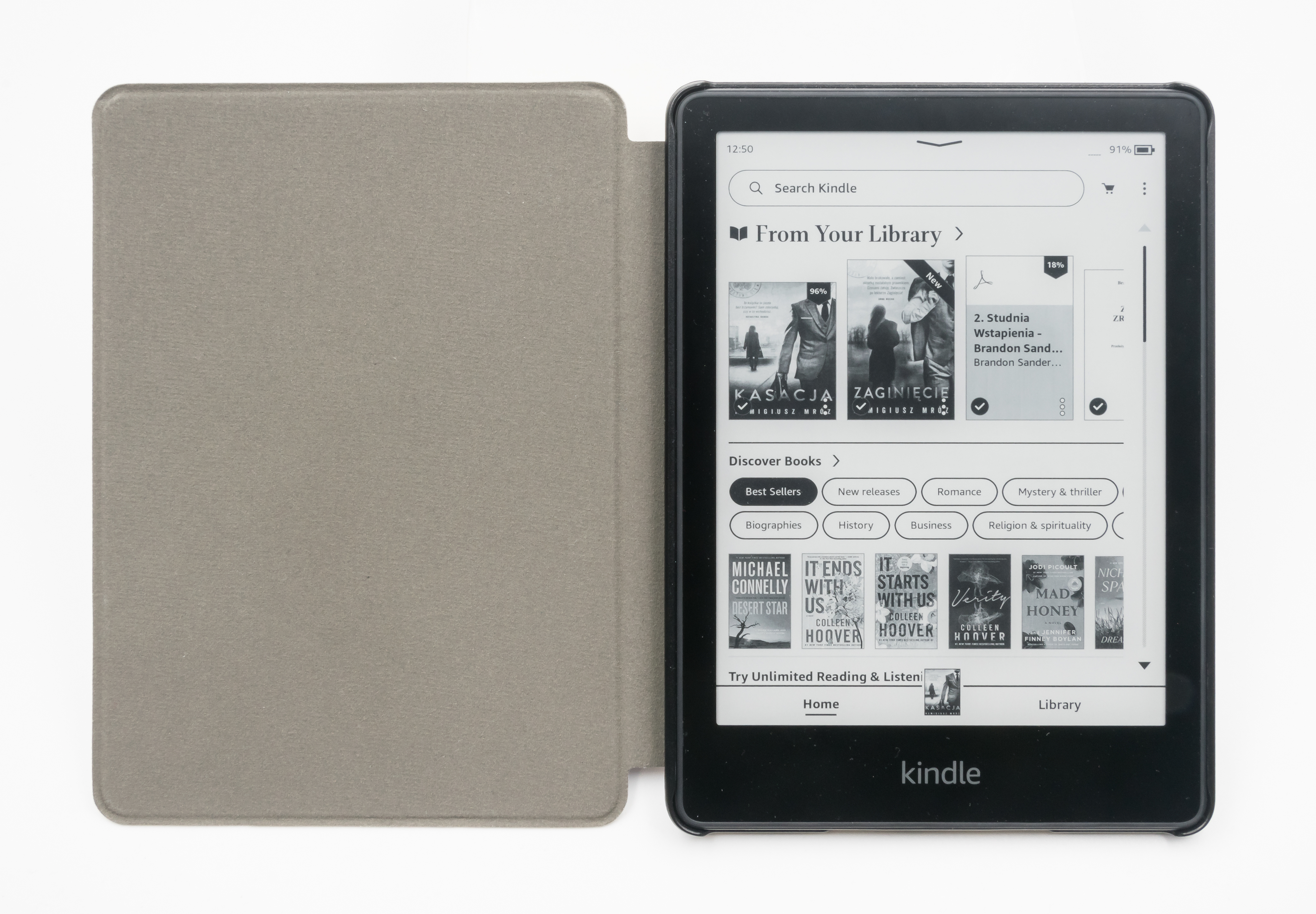
Etui z czytnikiem e–booków

Etui (fr. étui, wym. etṻi) – niewielki usztywniony pojemnik chroniący różne przedmioty użytkowe i wartościowe.
Może mieć postać jednoczęściowego rozkładanego pudełka, zamykanego pokrowca (futerału) albo prostej pochewki (otwartej lub z klapką zamykającą). Bywa wykonane z rozmaitych materiałów: metalu, skóry, tworzyw sztucznych, tkaniny, a nawet kartonu czy folii. Istotną cechą jest wykonanie z materiału dostatecznie sztywnego lub z wypełnieniem usztywniającym, często z odpowiednimi przegródkami bądź miękką wykładziną wewnętrzną. W tej postaci służy do przechowywania przedmiotów drobnych, łatwych do zgubienia względnie posiadających szczególną wartość.   
Do najbardziej rozpowszechnionych i najczęściej używanych należą etui na podręczny telefon, okulary, na biżuterię, odznaczenia i numizmaty, przybory do pisania (zwłaszcza pióro, długopis) oraz kosmetyczne (tzw. przybornik). Specjalnym rodzajem etui jest również np. papierośnica (cygarnica).